# Petitmagny
Petitmagny é uma comuna francesa na região administrativa de Borgonha-Franco-Condado, no departamento do Território de Belfort. Estende-se por uma área de km², com habitantes, segundo os censos de 1999, com uma densidade de 253 hab/km².